# Agathe Winkler
Agathe Winkler (* 18. Juli 1925 in Leipzig; † 7. August 2013) war eine deutsche Schauspielerin und Malerin.

## Leben

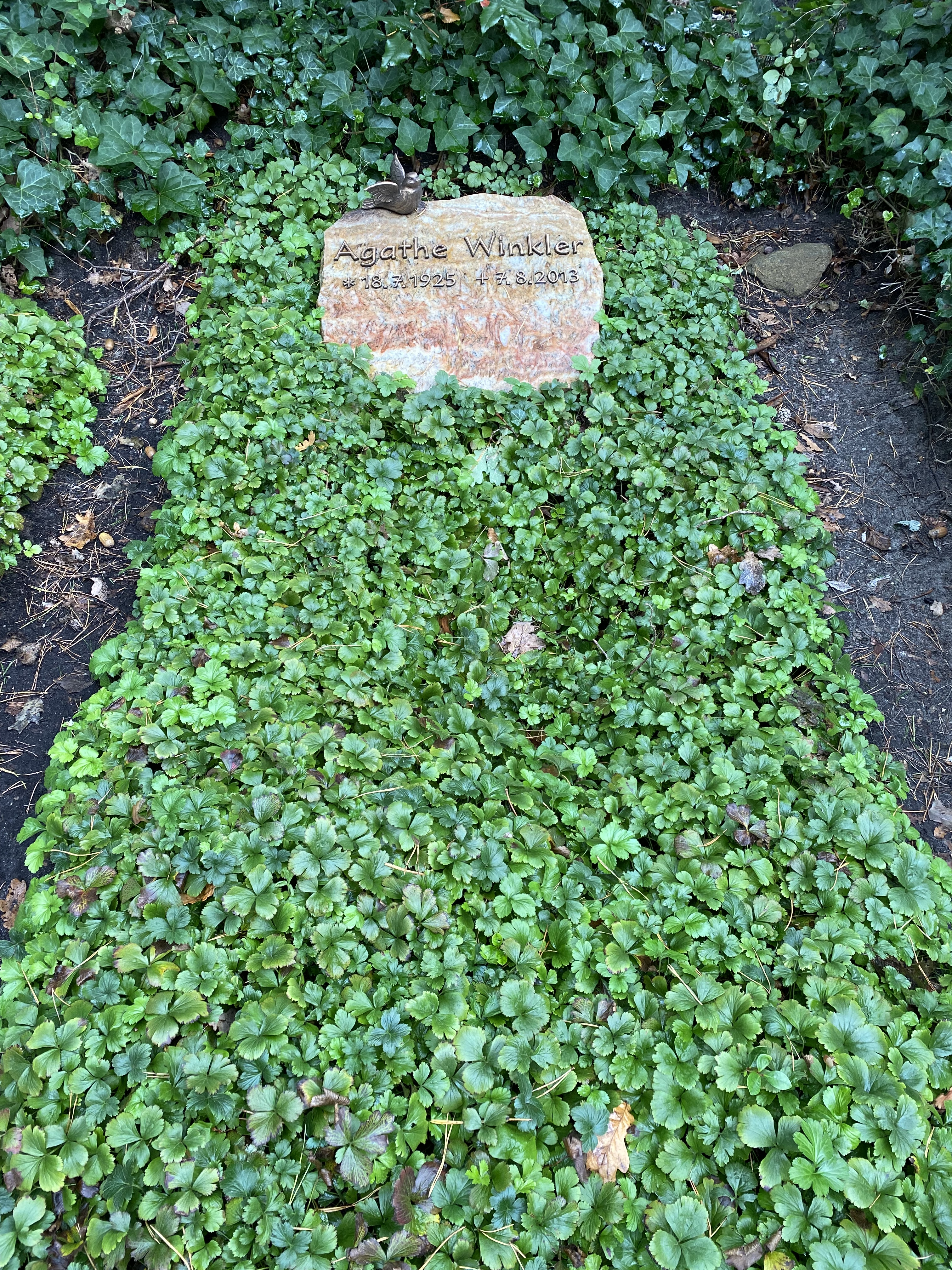
Grabstätte Agathe Winkler

Anfang der 1950er-Jahre kam Agathe Winkler aus Leipzig nach Berlin. Hier lernte sie ihren Kollegen Heinz Schubert kennen, der sie erfolglos Bertolt Brecht und Helene Weigel am Berliner Ensemble vorstellte. Schließlich war es Horst Behrend, der Winkler an seiner Vaganten Bühne unter Vertrag nahm. Hier spielte sie unter anderem anlässlich der Eröffnung im Delphi-Haus in Die heilige Johanna der Schlachthöfe von George Bernard Shaw. Weitere Stationen ihrer Bühnenlaufbahn waren verschiedene Off-Theater wie der Klimperkasten oder Das Bühnchen, ein Zimmertheater im Ortsteil Tempelhof. Von 1987 bis 1997 war Winkler jährlich bei den Berliner Jedermann-Festspielen in der Rolle des Schuldknechts Weib unter der Regie von Brigitte Grothum zu sehen.
Nach dem Tod ihres Ehemannes gab Agathe Winkler die Schauspielerei auf und widmete sich ihrem Hobby, der Malerei. Sie kehrte nach Leipzig zurück, hatte aber noch bis 2012 ein Atelier in Charlottenburg. Am 7. August 2013 verstarb sie im Alter von 88 Jahren und wurde auf dem Berliner Friedhof Heerstraße beigesetzt. Die Grabstätte liegt in Abt. II W 9–142. 

## Filmografie
- 1965: Freispruch für Old Shatterhand – Ein Dokumentarspiel über den Prozess Karl Mays gegen Rudolf Lebius

## Hörspiele
- 1957: Die Glocken von London – Autor: Charles Dickens – Regie: Hanns Korngiebel
- 1959: Das Gasthaus in Aci Cetana – Autor: Günter Jannasck – Regie: Rolf Purucker
- 1961: Ocker – Autor: Hermann Stahl – Regie: Hanns Korngiebel
- 1961: Mensch ohne Namen. Ein Erlebnisbericht – Autor: Gertrud Schild – Regie: Hanns Korngiebel
- 1961: Wie einem Menschen zumute ist – Autor: Johannes Hendrich – Regie: Curt Goetz-Pflug